# Chung Mong-koo
Chung Mong-koo (sinh ngày 19 tháng 3 năm 1938 tại Seoul, Hàn Quốc) là chủ tịch danh dự của tập đoàn Hyundai. Ông tốt nghiệp Đại học Hanyang vào năm 1967. Năm 1999, ông lên tiếp quản tập đoàn Hyundai, kế thừa sự nghiệp của cha - nhà sáng lập Chung Ju-yung. Tuy vậy, năm 2000, ông từng thu hút sự chú ý lớn của truyền thông và dư luận Hàn Quốc khi bất tuân lệnh của cha là phải từ chức.
Ông được tạp chí Businessweek bình chọn là một trong những CEO thành công nhất của năm 2004. Ông là cha của Chung Eui-sun - chủ tịch đương nhiệm của Hyundai và Kia, liên minh hai hãng xe hơi lớn nhất Hàn Quốc.
Năm 2006, ông bị Văn phòng công tố tối cao Seoul khởi tố vì tham ô hơn 100 tỷ Won (106 triệu đô la Mỹ) từ Hyundai để thành lập quỹ đen. Bất chấp lệnh cấm xuất ngoại, tháng 4 năm 2006, Chung vẫn rời Hàn Quốc. Ông bị bắt trở lại vào ngày 28 tháng 4 năm 2006.
Ông bị tuyên án tham ô, vi phạm thuế uỷ thác vào ngày 5 tháng 2 năm 2007 và bị kết án 3 năm tù. Tuy nhiên, Chung lên kế hoạch kháng án và được tại ngoại nhờ nộp đủ tiền bảo lãnh.
Ngày 6 tháng 9 năm 2007, Chánh án Lee Jae-Hong ra quyết định cho Chung được hưởng án tù treo do cân nhắc về tầm ảnh hưởng to lớn của Hyundai đến nền kinh tế Hàn Quốc và nhiều những rủi ro khác lên thị trường chứng khoán nếu như Chung bị bỏ tù, thay cho án 3 năm tù là lao động công ích và ủng hộ hơn 1 tỷ đô la Mỹ cho các hoạt động từ thiện.
Ngày 14 tháng 10 năm 2020, ông chuyển giao toàn quyền lãnh đạo Hyundai cho con trai Chung Eui-sun, còn bản thân giữ chức vụ chủ tịch danh dự.